# Thermen van Sant’Antonio
De Thermen van Sant’Antonio zijn de resten van een Romeins badhuis in Catania, een stad op het Italiaanse eiland Sicilië. De thermen zijn gelegen aan de Piazza Sant’Antonio naast de gelijknamige kerk. Een oudere naam van de termen is Bagni di Casa Sapuppo of Badhuis aan het Huis Sapuppo; Sapuppo had immers bovenop de thermen zijn stadspaleis gebouwd.

## Beschrijving
Deze Romeinse thermen waren geen publiek badhuis maar privaat. Het badhuis of balneum bevindt zich thans ondergronds ten gevolge van de lavastroom door de uitbarsting van de Etna in 1669. Tevoren bevonden de thermen zich grotendeels bovengronds op een helling ingeplant. De helling glooide in de Romeinse Tijd naar de Middellandse Zee zodat diegenen die er baadden, een zeezicht hadden. Deze helling bestaat niet meer door de lavastroom van 1669.
De thermen bestonden uit een negental kamers, verbonden met een zuilengang en trappengang naar het caldarium, waar een warm bad kon genomen worden. Er was eveneens een frigidarium met koud water. De vloerbekleding bestond volledig uit marmer. De muren waren van lavasteen. Decoraties waren fresco’s en polychrome sierstenen.

## Historiek
De thermen werden gebouwd in de 1e eeuw en voor een laatste maal verfraaid in de 3e eeuw. Het was gouverneur Ignazio Paternò Castello (1719-1786), prins van Biscari, die eeuwen later, eind 18e eeuw, een opgraving deed onder het huis van Sapuppo. In diezelfde periode maakte de Franse kunstenaar Jean-Pierre Houël (1735-1813) een pentekening van de ingang; hij was op reis door Sicilië tijdens het bestuur van de prins van Biscari. De pentekening hangt in het Hermitagemuseum in Sint-Petersburg. Gelijktijdig tekende architect Sebastiano Ittar (1768-1847) ook een plattegrond.
Op basis van de beschrijvingen van deze drie 18e-eeuwse personen liet de stad Catania in 1997 archeologische graafwerken uitvoeren, naar aanleiding van de heraanleg van de Piazza Sant’Antonio. Hiermee werden alle kamers open gelegd. Nadien werd alles overdekt door een metalen constructie met glasbedekking.